# Поход в Колония
Походът в Колония е серия от сражения по време на Илинденско-Преображенското въстание между чети на Вътрешната македоно-одринска революционна организация с османски войски в Колония.

## История
На 1 септември 1903 година четата на Васил Чекаларов се намира в Нестрам, Костенарията. Оттам настъпва в Колония в северозападна посока и хваща османското военно командване неподготвено. На 2 септември напада гръцко-турското село Тухол, след това Ливади, като подпалва турските къщи и прогонва местните арнаути зулумджии, а на 4 септември четата се разделя на два отряда, заминали съответно за Въртеник (Коста Здрольов) и Загар (Чекаларов и Стерьо Стерьовски). След това четите се съединяват във Въртеник, където дават сражение на местните арнаути и продължават за Фуша, което също опожаряват. Отрядът на Чекаларов продължава да настъпва и достига влашкото Грамос, където на 5 септември дава тежко сражение на башибозук и губи няколко четници (Стоян Ламбов убит, а Никола Добролитски – ранен). В сражението загиват двадесетина башибозуци. На 6 септември отрядът му влиза във влашкото село Денско, а същата вечер опожарява турското Мирославица. Посещават християнските села Котелци, Личотер и Пчелско, където са добре посрещнати. На 8 септември отрядът на Чекаларов обмисля нападение над Борботско, но появата на голяма османска войска го принуждава да се завърне в Костенарията. Оттам четата заминава за Кономлади към 17 септември.
Другият голям отряд, съставен от четите на Лазар Поптрайков, Иван Попов и Манол Розов, се насочва към Леринско и после към Прилепско.